# 广东匙羹藤
广东匙羹藤（学名：Gymnema inodorum）为夹竹桃科匙羹藤属的植物。分布在越南、印度尼西亚以及中国大陆的广东、广西、贵州、云南等地，生长于海拔440米至1,300米的地区，一般生于山地溪边林中以及灌木丛中，目前尚未由人工引种栽培。

## 异名
- Gymnema tingens Roxb. et Spreng.